# مونتيشيلي دونجينا
مونتيشيلي دونجينا (بالإيطالية: Monticelli d'Ongina)‏ هي بلدية في مقاطعة بياتشنزا في إقليم إميليا رومانيا الإيطالي.

## السكان
في سنة 1861 بلغ عدد السكان 6٬483 نسمة، وتطور العدد ليصل في سنة 2011 لـ 5٬428 نسمة.
يظهر هذا المخطط البياني تطور النمو السكاني لـ مونتيشيلي دونجينا